# Inibizione da contatto
Nella biologia cellulare, l'inibizione di contatto si riferisce a due fenomeni simili: l'inibizione da contatto della locomozione (ICL) e l'inibizione da contatto della riproduzione (ICR). ICL si riferisce alla prevenzione di comportamenti sviluppati nelle cellule fibroblasti quando si trovano in contatto una all'altra. Nella maggior parte dei casi, quando due cellule sono in contatto l'una con l'altra, cercano di alterare la loro locomozione in una diversa direzione per evitare collisioni future. Tuttavia, l'inibizione da contatto della locomozione e della proliferazione sono entrambi completamente assenti nelle cellule tumorali, e la mancanza di questa regolazione contribuisce alla creazione di tumori.

## Ruolo nel cancro
Le cellule umane non affette esibiscono un normale comportamento e regolano la loro crescita attraverso l'interazione dei nutrienti ambientali, del fattore di crescita e della densità cellulare. Quando la densità cellulare aumenta, le cellule avviano il ciclo d'arresto e autoregolano il loro ciclo riproduttivo indipendentemente da fattori esterni o metabolismo cellulare. Questa proprietà è nota come inibizione da contatto di proliferazione ed è essenziale allo sviluppo embrionale, tanto quanto alla riparazione dei tessuti. Le cellule cancerose, invece, perdono questa proprietà e quindi si riproducono e crescono in maniera incontrollata, anche a contatto delle cellule vicine. Questo causa un'incontrollata creazione di tessuti, ed eventualmente porta al cancro.